# Човекът, който знаеше твърде много (филм, 1956)
„Човекът, който знаеше твърде много“ (на английски: The Man Who Knew Too Much) е американски игрален филм (трилър) от 1956 година, режисиран и продуциран от Алфред Хичкок, с участието на Джеймс Стюарт и Дорис Дей. Това е вторият филм на Хичкок, който използва това заглавие – предшестван от едноименния филм от 1934 г., включващ различен сюжет и сценарий.
На 28 април 2021 г. е излъчен по bTV Cinema. Дублажът е записан с войсоувър от студио VMS. Ролите се озвучават от Гергана Стоянова, Елена Бойчева, Симеон Владов, Николай Николов и Момчил Степанов.